# Dawid Sigatschow

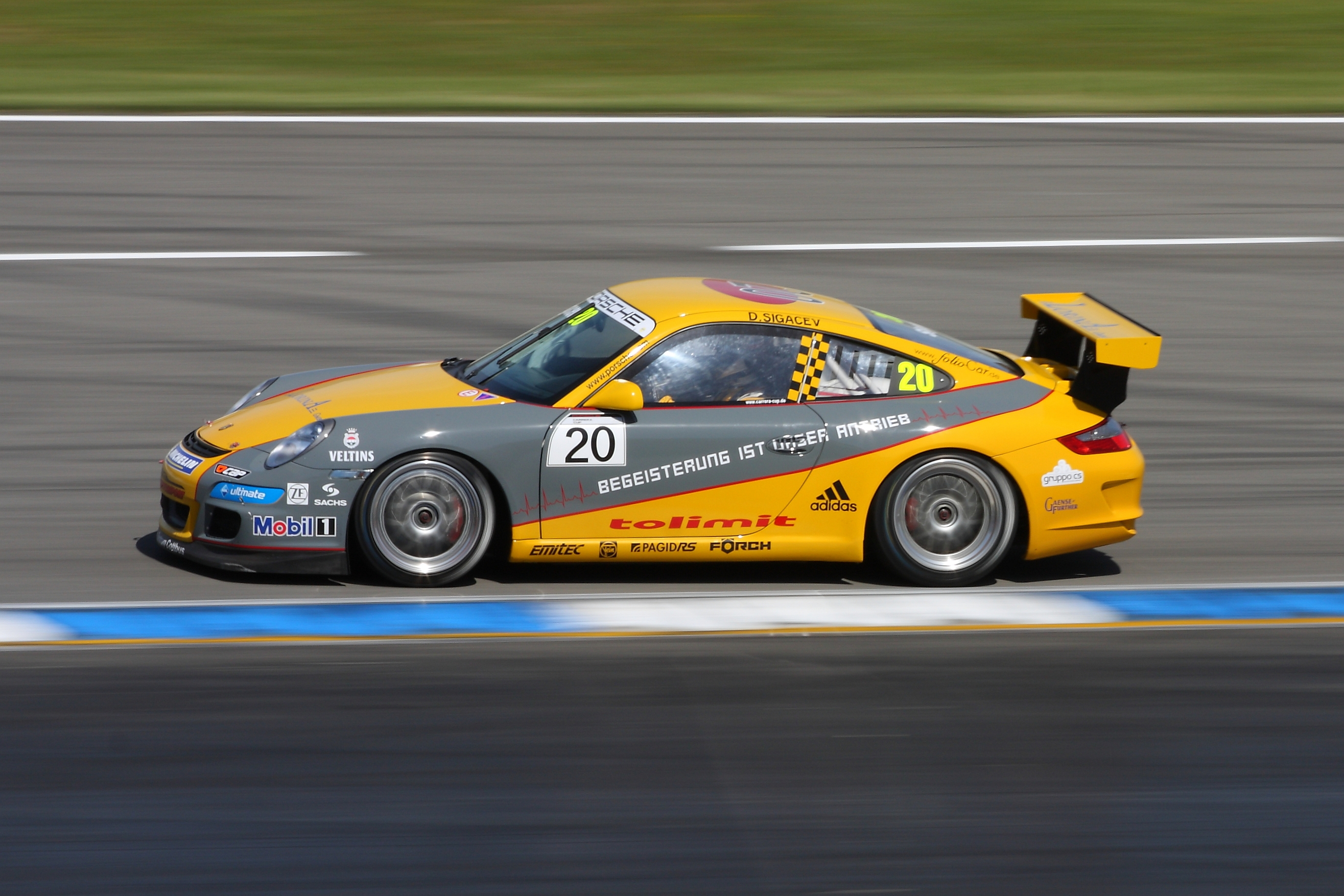
Dawid Sigatschow im Porsche 911 auf dem Hockenheimring 2009

Dawid Sigatschow, auch David Sigacev, (russisch Давид Сигачёв; * 6. Januar 1989 in Moskau) ist ein ehemaliger russischer Rennfahrer.

## Karriere
Sigatschow begann seine Motorsportkarriere 2002 im Kartsport, in dem er bis 2006 aktiv war. Unter anderem gewann er 2006 die DMV-Kartmeisterschaft. 2007 wechselte er in den Formelsport. Für SL Formula Racing trat er in der nordeuropäischen Formel Renault an. Mit zwei zehnten Plätzen als beste Resultate beendete er die Saison auf dem 21. Gesamtrang. Darüber hinaus nahm er an einer Veranstaltung des Formel Renault 2.0 Eurocups teil.
Nach einer einjährigen Pause kehrte Sigatschow 2009 in den Motorsport zurück und wechselte in den GT-Sport. Er nahm am deutschen Porsche Carrera Cup teil und beendete die Saison auf dem 13. Meisterschaftsplatz. Darüber hinaus absolvierte er zwei Gaststarts im Porsche Supercup. 2010 blieb Sigatschow im deutschen Porsche Carrera Cup und wurde 14. in der Meisterschaft. Darüber hinaus nahm er an sechs Rennen der ADAC GT Masters teil. 2011 wechselte er zunächst in die ADAC GT Masters. Er nahm an acht Rennen teil. Er wurde 27. in der Fahrerwertung. Darüber hinaus debütierte Sigatschow 2011 für Deteam KK Motorsport in der Tourenwagen-Weltmeisterschaft (WTCC). Er nahm an einer Veranstaltung teil und ein 13. Platz war sein bestes Resultat.

## Persönliches
Sigatschow lebt in Berlin, Deutschland.

## Statistik

### Karrierestationen
| - 2007: Nordeuropäische Formel Renault (Platz 21) - 2007: Formel Renault 2.0 Eurocup - 2009: Deutscher Porsche Carrera Cup (Platz 13) | - 2010: Deutscher Porsche Carrera Cup (Platz 14) - 2010: ADAC GT Masters - 2011: ADAC GT Masters (Platz 27) | - 2011: WTCC |